# ビジネス専門学校 キャリアカレッジ但馬
ビジネス専門学校 キャリアカレッジ但馬（びじねすせんもんがっこう きゃりあかれっじたじま 英称:BusinessCollege CareerCollege TAJIMA）は、学校法人大岡学園の運営による兵庫県豊岡市にある私立の専修学校。2018年現在、休校となっている模様。

## 沿革
- 1963年 豊岡市泉町にて、豊岡経理専門学校として設立。
- 1966年 豊岡市戸牧に新築し移転。
- 1984年 兵庫国際ビジネス専門学校に校名変更。
- 1996年 新校舎完成（現在は大岡学園高等過程が使用）。
- 2003年 現校名に校名変更。
- 2009年 豊岡市中陰に中陰校が完成（2014年度に廃止）。

2018年5月現在、大岡学園のホームページから「ビジネス専門学校 キャリアカレッジ但馬」のページが削除されており、兵庫県ホームページの専修学校一覧にも無いことから、休校となっている模様。

## 設置学科
- キャリアアップ学科（2年制）
  - 情報技術者コース
  - ITインストラクタコース
  - ペットビジネスコース
  - 税理士コース
- ワーキングスタディ学科（1年制）
  - サービスコース
  - OAコース

豊岡の地場産業である「豊岡鞄」のデザイナーを養成する目的から「バッグデザイナー専攻」というコースもあったが、2003年の校名変更と同時に廃止されている。
このほか、「メディカルクラーク専攻」（2001年廃止）、「ホームヘルパー専攻」（2004年廃止）、「海外留学コース」（国際交流専攻だった時期あり。2006年頃廃止）というものもあったが、いずれも廃止されている。

## 所在地
- 兵庫県豊岡市戸牧500

大岡学園高等過程と同じ所在地である。建物にはFMジャングルが運営する「ジャングルカルチャーサロン」も入る。なお2017年まで本校校長とFMジャングルの社長は同じであった。

## 備考
- 校名が「兵庫国際ビジネス専門学校」であった時は、英称の「Hyogo International Business College」から「HIBiC」（ハイビック）という略称を使用していた。また2001年より2012年8月31日までドメイン名はwww.hibic.ac.jpを使用していた。